# Simon de Melun

Wappen Simons de Melun

Simon de Melun († 11. Juli 1302 bei Courtrai) war ein Marschall von Frankreich aus dem Haus Melun. Er war ein jüngerer Sohn des Vizegrafen Adam II. von Melun und der Konstanze von Sancerre. Von seiner Mutter erbte er die Burgen von La Loupe und Marcheville.
Mit vier weiteren Rittern in seinem Gefolge nahm Simon am Kreuzzug nach Afrika (1270) des Königs Ludwig IX. teil. Unter König Philipp III. diente er als Seneschall des Périgord, Quercy, Limousin und Carcassonne. Am Kreuzzug gegen Aragón 1282 nahm Simon als Großmeister der Armbrustschützen (maître des arbalétriers) teil. Von König Philipp IV. wurde er um 1290 zum Marschall (maréchal) ernannt. Zusammen mit der restlichen militärischen Führung Frankreichs fiel Simon am 11. Juli 1302 in der Sporenschlacht gegen die Flamen.